# إيما روبرتس (مؤلفة)
إيما روبرتس (بالإنجليزية: Emma Roberts)‏ (1794 في المملكة المتحدة - 1840، بونه في الهند)؛ كاتِبة، صحفية وشاعرة بريطانية.